# نبو-اپل-ایدین

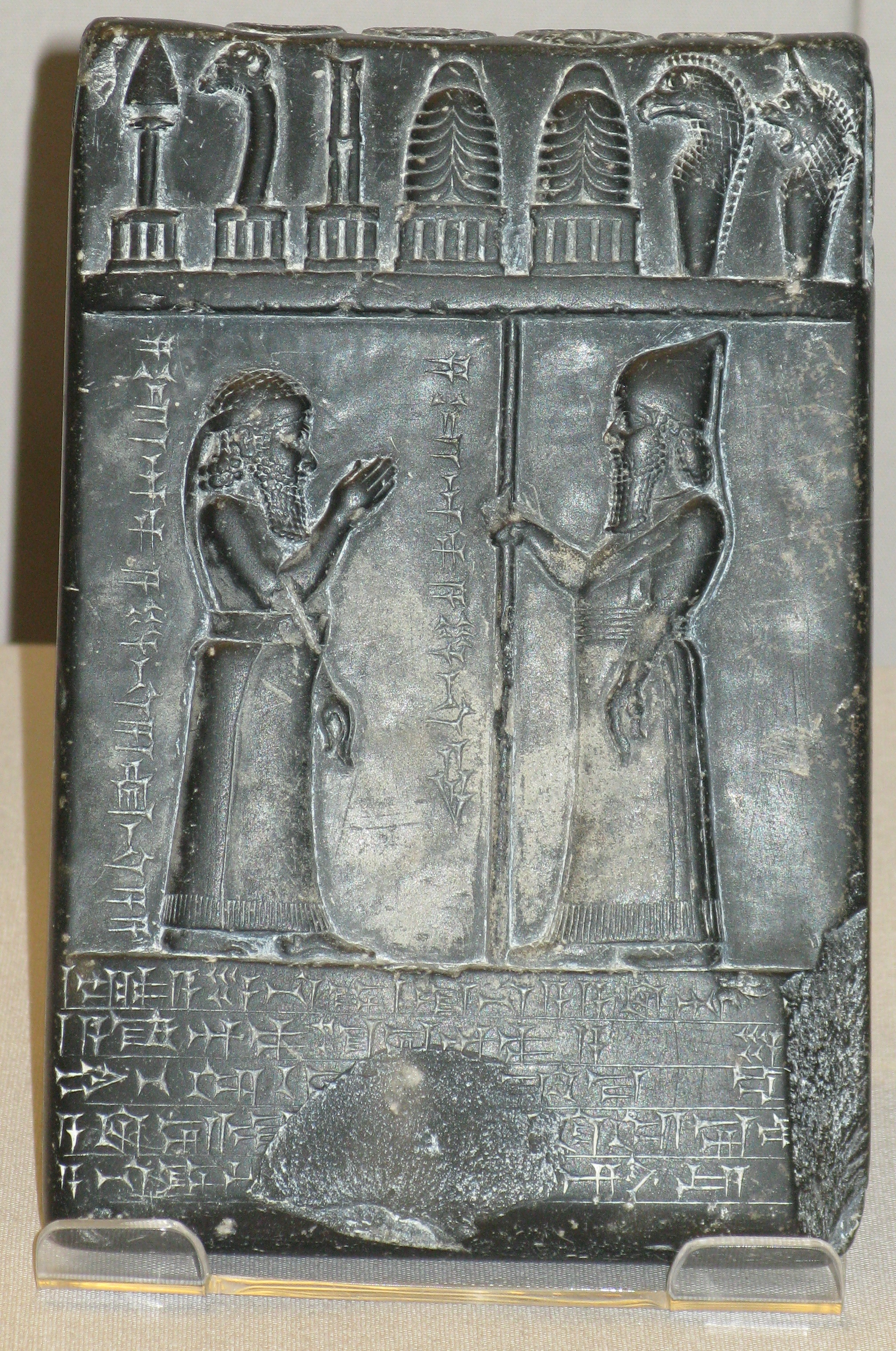
نبو اپل‌ایدین (سمت راست) واگذاری زمینی را به کاهنی همنام خود تصدیق می کند، این لوح به سال بیستم سلطنت نبو اپل‌ایدین مربوط می شود.

نبو-اپل-ایدین (Nabû-apla-iddina)، ششمین پادشاه سلاله E که حداقل ۳۲ سال سلطنت کرده‌است  . لیست پادشاهی همزمان (تطبیقی) ، شاه آشوری معاصر با او را آشور ناسیراپال دوم ذکر می‌کند، با این وجود، دوره حکومت وی تا سلطنت شلمنسر سوم هم ادامه داشته‌است.

## حکومت
هنگامی که در سال ۸۷۸ پ. م. ایالت سوخو در دره فرات وسطا علیه آشور ناسیرپال دوم (آشور نصیر اپلی) قیام کرد، نبواپلایدین به یاری آنان سپاه فرستاد. کودورو، حاکم قلعه سوخو ( سوهو ،سوهی، سورو) بی‌باکانه از پرداخت باج و خراج به آشوری‌ها امتناع کرده بود، اقدامی که خشم و غضب آشوریان را برانگیخت. برادر تنی نبو اپلایدین به نام زابدانو و پیشگوی پادشاه به نام بل‌اپلی‌ایدین سپاهی ۳۰۰۰ نفری را رهبری کردند و به کمک فرمانروای شورشی شتافتند، ولی در جنگ سورو Suru شکست خوردند و به اسارت آشوریان درآمدند. با این که آشور ناسیراپال دوم در کتیبه‌های خود ادعا می‌کند قلعه‌های مرزی Hirimmu و Harutu را تسخیر کرده‌است، ولی ممکن است که این سخنان، بازگویی سخنان پدرش توکولتی‌نین‌ورتای دوم بوده باشد.
در دوره نبو اپل‌آیدین، برای آخرین بار نام یک حاکم ایسین به عنوان یک مقام برجسته و عالی رتبه در اسناد و مدارک حقوقی و قضایی ذکر می‌شود. همین‌طور کاسی‌ها به درجات و مقامات عالی در دربار و دولت می‌رسند و بر اهمیت‌شان افزوده می‌شود. نام ولایت کلده در جنوب بابل برای اولین بار در این زمان برده می‌شود.

## تحولات فرهنگی
در این دوره تغییراتی در مد و لباس به وجود می‌آید، مثلاً تاج پردار پادشاه جای خود را به کلاه نوک تیز سلطنتی می‌دهد. کتیبه‌های نبو اپل آیدین شاید پنج کودورو را زینت می‌دهند، در یکی از این کودوروها تصویر پادشاه دیده می‌شود (سمت راست)، در حالی که بخشش زمینی را به یک روحانی همنام خودش تأیید و تصدیق می‌کند، کودوروی مزبور به بیست‌مین سال حکومت نبو اپلایدین منتسب است و در سیپار در سال ۱۸۸۱ میلادی کشف شده‌است. وی در سال‌های پایانی سلطنتش عهدنامه‌ای با شلمنسر سوم منعقد کرد و این پیمان در استوار کردن حکومت جانشینش مردوک زاکیرشومی‌یکم مفید واقع شد. به‌طور کلی نبو اپلایدین در طول حکومتش قادر بود که هم از جنگ تمام عیار با آشور اجتناب کند و هم متصرفاتش را از دست ندهد، هر چند که درگیری‌ها و جنگ‌هایی در مقیاس و اندازه کوچک با آشوری‌ها داشته‌است، مانند فرستادن گروهی از سربازان تحت فرماندهی برادرش زابدانو برای کمک به قیام کنندگان ایالت سوهو Suhu در دره فرات وسطا در زمان آشور ناسیراپال دوم.
در حوزه سیاست داخلی، نبو اپلایدین به بازسازی و مرمت معابد همت گماشت و می‌توان گفت در دوره وی نوعی شکوفایی و رونق مجدد ادبی صورت گرفت و بسیاری از آثار و نوشته‌های قدیمی‌تر، دوباره نوشته و احیا شدند. لوح شمش که آن را لوح خدای آفتاب هم می‌نامند  به دورهٔ حکومت نبو اپلایدین منسوب می‌باشد و آن یک لوح سنگی است با طول حدود ۲۹ سانتی‌متر و عرض ۷۸/۱۷ سانتی‌متر که از شهر سیپار Sippar در سال ۱۸۸۱ میلادی کشف شده‌است و اکنون در موزه بریتانیا نگهداری می‌شود.
پس از وی مردوک زاکیر شومی اول به تخت بابل نشست.

## پانوشت ها
1. ↑  از سلسله‌های بابل باستان، آن را سلسله نهم بابل هم می گویند.
2. ↑  The Synchronistic King List
3. ↑  Kudurru, دراینجا کودورو اسم خاص است، با کودورو به معنای اسم عام که نوعی سند و مدرک بزرگ سنگی بوده و برای تعیین حد و مرز زمین‌ها و به نشانهٔ اعطای زمین از سوی پادشاه به فردی تهیه می‌شده، اشتباه گرفته نشود.
4. ↑   اسامی لاتین ایالات و نواحی متن: Sukhu,Suhu. Suhi. Suru. Zabdanu. Bel-apli-iddina.Isin
5. ↑  The Tablet of Shamash,The Sun-God Tablet